# Crashday
 (juin 2013).
Si vous disposez d'ouvrages ou d'articles de référence ou si vous connaissez des sites web de qualité traitant du thème abordé ici, merci de compléter l'article en donnant les références utiles à sa vérifiabilité et en les liant à la section « Notes et références ».
Crashday est un jeu d'action-course édité par Atari Inc. et développé par Replay Studios.
Le jeu offre la possibilité au joueur de pouvoir faire du tuning et de mettre des armes sur un véhicule (comme une mitrailleuse ou des missiles). Le joueur peut construire des circuits avec des routes, loopings, tunnels et tremplins. Le jeu comporte sept modes de jeu dont notamment le mode "career game". Le jeu est sorti en France le 24 février 2006 et a été déconseillé aux moins de 12 ans.
En 2017, le jeu arrive sur Steam dans une nouvelle édition.

## Système de jeu
Le joueur met en scène un personnage dont le nom est inconnu et pour gagner de l'argent, il doit faire des courses dans le mode "career game".